# Pijma
La Pijma (en russe : Пижма) est une rivière de Russie qui coule dans les oblasts de Nijni Novgorod et Kirov.
Elle se jette dans la Viatka au niveau de la ville de Sovetsk. Longue de 305 km, elle draine un bassin de 14 660 km2. Elle gèle à partir de mi-novembre et reste prise par les glaces jusqu'à mi-avril. La Pijma est navigable sur 144 km à partir de son embouchure.